# Gérard de Nerval
Gérard de Nerval (París, 22 de mayo de 1808-26 de enero de 1855) era el seudónimo literario del poeta, ensayista y traductor francés Gérard Labrunie, el más esencialmente romántico de los poetas franceses.

## Biografía
Nació en París en 1808. La muerte de su madre, Marie Antoniette Marguerite Laurent, cuando aún era un niño, marcó no solo su vida sino también su obra. Marie murió de meningitis en Silesia cuando acompañaba a su marido Etienne, doctor al servicio de la Grande Armée. Gérard fue educado por su tío abuelo en la campiña de Valois hasta 1814, cuando fue enviado a París. Durante las vacaciones visitaba Valois y escribió su libro Canciones y leyendas de Valois. 
En 1826-1827 tradujo del alemán el Fausto, de un modo muy personal (inexacto pero creativo), lo que propició el conocimiento de Friedrich Schiller y Heinrich Heine, con el cual inició una amistad y del que tradujo poemas. Ejerció diversos trabajos: periodista, aprendiz de imprenta, ayudante de notario. Escribió varias obras dramáticas en colaboración con Alexandre Dumas, además de ser gran amigo de Théophile Gautier (con el cual se reunía en el «club de los hachisianos») y Victor Hugo. 
En enero de 1834 recibió una herencia de su abuela materna, y se dirigió al sur de Francia; pasó la frontera y llegó a Florencia, Roma y Nápoles. En 1835 se instaló en casa del pintor Camille Rogier, en donde se reunía el grupo romántico, y fundó Monde dramatique, revista lujosa en la que gastó todo su dinero; la vendió en 1836. Se inició entonces en el periodismo; estuvo en Bélgica con Théophile Gautier durante tres meses; al finalizar el año, firmó por vez primera como «Gérard de Nerval» en Le Figaro.
En 1837, al escribir la ópera cómica Piquillo, conoció a la actriz y cantante Jenny Colon, por la que sintió una atracción fatal, y a quien dedicó un culto idólatra. Volvió a verla en 1840, antes de su muerte en 1842, hecho que lo trastornó. En el verano de 1838, viajó a Alemania, su destino soñado, con Dumas. En noviembre fue a Viena, donde conoció a la pianista Marie Pleyel.

## Final
Primera crisis de locura: el 23 de febrero de 1841. Lo cuidó Marie de Sainte-Colombe, de la casa de salud Sainte-Colombe (fundada en 1785). El día 1 de marzo, Jules Janin publicó un artículo necrológico sobre él, en Les Débats (lo que le dolió mucho). Tuvo una segunda crisis el 21 marzo, y lo internaron en la clínica del doctor Blanche.
A finales de 1842, Nerval fue a Oriente, pasando por Alejandría, El Cairo, Beirut, Constantinopla, Malta y Nápoles. Los reportajes que hizo los publicó en 1844, y los reunió en Voyage en Orient (1851). En Siria estuvo a punto de casarse con la hija de un jeque y en Beirut se enamoró de la muchacha drusa Salerna. Por el norte de África, en El Cairo, compró una esclava javanesa. Su salud se vio deteriorada al parecer por estos exóticos viajes. 
Siguió luego su continuo peregrinar. Entre 1844 y 1847, Nerval viajó a Bélgica, los Países Bajos y Londres, donde conoció a Charles Dickens. 
En la bohemia parisina se convirtió en una persona extravagante, como partido en dos, escindido de sí mismo: la realidad y el otro lado. Todo esto se refleja en la continua tensión de contrarios que manifiesta su obra. Vivió en la miseria, pero escribió sus obras maestras: Les Filles du feu, Aurélia ou le rêve et la vie''.
Gérard de Nerval fue durante toda su vida un espíritu atormentado, que en los últimos años de su vida, los más fecundos, sufrió graves trastornos nerviosos, depresión, sonambulismo y esquizofrenia, lo que lo llevó a temporadas en varios hospitales psiquiátricos, en donde, lejos de curarse, aumentaba su locura leyendo libros de ocultismo, cábala y magia, pero también escribiendo. Una de las situaciones que provocó su internamiento fue el pasear a una langosta con una cinta azul. 
Tales sucesos, unidos a sus problemas económicos, lo llevaron a suicidarse ahorcándose de una barra en la verja de la cloaca en la 'rue de la Vieille-Lanterne' ('calle de la farola antigua'), de París, en 1855. Baudelaire escribió que lo hizo para "librar su alma en la calle más oscura que pudo encontrar".
Este trágico evento inspiró una litografía de Gustave Doré, quizás la mejor de su obra. Está enterrado en el famoso cementerio parisino de Père-Lachaise.

## El escritor
Dejó una obra no muy extensa pero aquilatada y misteriosa que, a pesar de su carácter atormentado, refleja fielmente las inquietudes del alma humana. 
Entre sus libros capitales se cuenta Viaje a Oriente (1851); allí relata las leyendas oídas por los caminos durante sus viajes por Europa (Italia, Inglaterra, Alemania, Austria, Holanda, Bélgica) y norte de África. 
Les Illuminés, ou les precurseurs du socialisme (1852) fue una colección de relatos y retratos en la que habla sobre Nicolás Edme Restif de la Bretonne, Cagliostro y otros. Las hijas del fuego (1854) es una galería de retratos femeninos en los que invoca el amor. 
Aurelia (1855) es un clásico de nuestro tiempo que influyó grandemente a los surrealistas. El autor nos narra aquí su particular viaje vital del brazo de la locura, que es al mismo tiempo la primera mirada moderna a esas profundidades. 
Su poemario Las quimeras (1854) contiene el célebre soneto «El desdichado». En uno de sus últimos poemas, «Epitafio», ya intuyó su inminente muerte:

A ratos vivo alegre igual que un lirón este poeta loco, amador e indolente, y otras veces sombrío cual Clitandro doliente... cierto día una mano llamó a su habitación. ¡Era la muerte! Entonces él suspiró: "Señora, dejadme urdir las rimas de mi último soneto". Después cerró los ojos -acaso un poco inquieto ante el frío enigma -para aguardar su hora... Dicen que fue holgazán, errátil e ilusorio, que dejaba secar la tinta en su escritorio. Lo quiso saber todo y al final nada ha sabido. Y una noche de invierno, cansado de la vida, dejó escapar el alma de la carne podrida y se fue preguntando: ¿Para qué habré venido?

Debajo de un pequeño retrato suyo, Gérard de Nerval escribió: «Je suis l'autre».

## Eco
Ejerció posteriormente influencia sobre Marcel Proust, René Daumal y Antonin Artaud. Proust leyó profundamente su obra; y algo de la sonoridad de Nerval se oye en su Recherche. Los surrealistas nunca lo olvidaron:

Con mayor justicia todavía, habríamos podido apropiarnos del término surrealismo, empleado por Gérard de Nerval en la dedicatoria de Les Filles du feu. Efectivamente, parece que Nerval conoció de maravilla el espíritu de nuestra doctrina, en tanto que Guillaume Apollinaire conocía tan solo la letra.
André Breton en el Primer Manifiesto Surrealista (1924)

Ramón Gómez de la Serna escribió un retrato del autor, y Umberto Eco reconoció que fue el autor que más había admirado y leído en toda su vida.
Entre la bibliografía francesa destacan: Albert Béguin, Gérard de Nerval, Corti, 1945; Georges Poulet, Les métamorphoses du cercle, Plon, 1961; Raymond Jean, Nerval par lui-même, Le Seuil, 1964; Gérard Macé, Je suis l'autre, Le Promeneur, 2007, que es un ensayo de interpretación.

## Obra

### Poesía
- Napoléon et la France guerrière, élégies nationales (1826)
- Napoléon et Talma, élégies nationales nouvelles (1826)
- L'Académie ou les membres introuvables (1826)
- Le Peuple (1830)
- Nos adieux à la Chambre des Députés ou « allez-vous-en, vieux mandataires » (1831)
- Odelettes (1834), Une allée du Luxembourg
- Les Chimères (1854)

### Cuentos, noticias e historias
- La Main de gloire: histoire macaronique ou La Main enchantée (1832)
- Raoul Spifame, seigneur des Granges (1839)
- Histoire véridique du canard (1845)
- Scènes de la vie orientale (1846-1847)
- Le Monstre vert  (1849)
- Le Diable rouge, almanach cabalistique pour 1850
- Les Confidences de Nicolas (1850)
- Les Nuits du Ramazan (1850)
- Les Faux Saulniers, histoire de l’abbé de Bucquoy (1851)
- Voyage en Orient (1851)
- Contes et facéties (1852)
- La Bohème galante (1852)
- Lorely, souvenirs d’Allemagne (1852)
- Les Illuminés (1852)
- Les Nuits d'octobre (1852)
- Sylvie (1853)
- Petits châteaux de Bohème (1853)
- Les Filles du feu : Angélique, Sylvie, Chansons et légendes du Valois, Jemmy, Isis, Émilie, Octavie, Corilla, Les Chimères (1854)
- Promenades et souvenirs (1854)
- Aurélia ou le Rêve et la Vie (1855)
- La Danse des morts (1855)

### Novelas
- Le Prince des sots
- Le Marquis de Fayolle

### Teatro
Solo siete obras personales de Nerval se publicaron en el siglo XIX. Los títulos, o incluso el texto, de otros documentos inéditos también nos han llegado.
Los dos títulos más antiguos se publicaron en forma de folletos:
- Monsieur Dentscourt ou Le Cuisinier d'un grand homme (1826)
- L'Académie ou Les Membres introuvables (1826)

Los siguientes tres títulos son de la colaboración entre Alexandre Dumas Nerval:
- Piquillo (1837)
- L'Alchimiste (1839)
- Léo Burckart (1839)

Nerval luego publicó:
- Les Monténégrins (1849)
- L'Imagier de Harlem (1852)

Quedan fragmentos o indicaciones, en forma de manuscrito, de los siguientes documentos (no todos estos documentos se han completado necesariamente):
- Nicolas Flamel (1830)
- Faust (1830).
- Lara ou L'Expiation, misma obra que La Dame de Carouge (1831)
- Le Prince des sots, del que queda un fragmento Guy le Rouge
- Louis de France
- Le Magnétiseur (1840)
- Les Trois ouvriers de Nuremberg (1840)
- De Paris à Pékin (1848)
- Pruneau de Tours (1850)
- La Main de gloire (1850)
- La Forêt-Noire o La Margrave (alrededor 1850)
- La Mort de Rousseau (1850)
- La Fille de l'enfer, Aurore o Francesco Colonna (1853)
- La Polygamie est un cas pendable (1853)
- Corilla integrada en Les Filles du feu
- Panorama
- Dolbreuse, misma pieza que Le Citoyen marquis

De los siguientes títulos, mencionados a veces por Nerval, no queda nada, y algunos probablemente nunca se han escrito:
- Tartuffe chez Molière
- La Mort de Brusquet
- Beppo
- L'Abbate.
- L'Étudiant Anselme
- L'Homme de nuit
- Fouquet
- La Fiancée d'Abydos (ou de Corinthe)
- Première coquetterie d'étudiant
- Les Walkyries
- Una imitación de una tragedia de Racine
- La Reine de Saba, cuya historia Nerval repitió en Le Voyage en Orient

Nerval también escribió las siguientes adaptaciones:
- Han d'Islande (1830)
- Jodelet ou L'Héritier ridicule
- Le Nouveau genre ou Le Café d'un théâtre
- Le Chariot d'enfant
- Misanthropie et repentir
- Une Nuit blanche

### Traducciones
- Fausto (1828)
- Poésies allemandes (Klopstock, Goethe…) (1830)
- «Der König in Thule», («Le Roi de Thulé») de Goethe

### Sátira
- Histoire véridique du canard, dans Monographie de la presse parisienne avec Honoré de Balzac (1842),
- Complainte sur la mort de haut et puissant seigneur le Droit d'aînesse…
- Les hauts faits des Jésuites…

## Fragmento del sonetoEl desdichado
Este soneto, sin duda el poema más conocido de Nerval, fue publicado por primera vez en la portada del diario parisino Le Mousquetaire, dirigido por Alexandre Dumas, en su edición del sábado 10 de diciembre de 1853. El título del soneto está escrito en español.

Je suis le ténébreux, - le veuf, - l'inconsolé,
Le Prince d'Aquitaine à la tour abolie:
Ma seule étoile est morte, - et mon luth constellé
Porte le Soleil noir de la Mélancolie.
Soy el tenebroso, - el viudo, - el desolado,
príncipe de Aquitania de la torre abolida:
mi única estrella ha muerto, - mi laúd constelado
transporta el negro Sol de la Melancolía.
Traducción de Ricardo Silva-Santisteban.
Tomado de Obras esenciales III (Lima: PUCP, 2010, pp. 230-231.)